# Vilters-Wangs
Vilters-Wangs é uma comuna da Suíça, no Cantão São Galo, com cerca de 3.993 habitantes. Estende-se por uma área de 32,70 km², de densidade populacional de 122 hab/km². Confina com as seguintes comunas: Bad Ragaz, Fläsch (GR), Mels.
A língua oficial nesta comuna é o Alemão.